# Прайсман, Леонид Григорьевич
Леони́д Григо́рьевич Пра́йсман (род. 2 ноября 1949, Москва, СССР) — советский и израильский историк, специалист по истории еврейства в России, истории российского революционного движения и Гражданской войны. Доктор философии по истории (1991).

## Биография
Родился 2 ноября 1949 года в Москве.
В 1973 года окончил исторический факультет Московского государственного педагогического института им. В. И. Ленина защитив под научным руководством Г. В. Кучеренко дипломную работу по теме «Международные отношения от Аустерлица до Тильзита».
В 1973—1981 годах работал преподавателем истории в Московском полиграфическом техникуме .
В 1980—1985 года принимал активное участие в еврейском национальном движении в СССР.

## Эмиграция в Израиль
С 1985 года проживает в Израиле. В 1985—1991 года учился в докторантуре Еврейского университета в Иерусалиме (факультет гуманитарных дисциплин) получив учёную степень доктора философии по истории за защиту под научным руководством Шмуэля Эттингер и Ионатана Френкеля диссертации по теме «Конституционно-демократическая партия и национальный вопрос». Научный редактор «Краткой еврейской энциклопедии» (Иерусалим, 1987 — март 2009). Научный редактор энциклопедии «Холокост на территории Советского Союза» (Москва, 2003—2006).
Владеет ивритом и французским языком.

## Научные труды

### Монографии
- Дело Дрейфуса. Архивировано 7 октября 2021 года.. — Иерусалим: Кахоль-Лаван, 1987; Таллин, 1992. — 149 с.
  - Дело Дрейфуса. — СПб.: Нестор-История, 2020. — 175 с. ISBN 978-5-4469-1759-4 :
- Террористы и революционеры, охранники и провокаторы. — М.: РОССПЭН, 2001. — 429 c.
- Учебник «История евреев России», Москва, 2005. Л. Прайсман — глава авторского коллектива и автор глав:
  - Евреи и Россия до 1772 г.
  - Евреи на территории России в конце 18 вв.
  - Евреи в России в 1-й четверти 19 в.
  - Евреи в России в годы царствования Николая I (1825—1855гг).
  - Евреи России в конце 19-начале 20 вв. (1881—1917 гг.).
  - Евреи в российской общественной политической жизни и революционном движении.
  - Еврейские политические и общественные движения в конце 19- начале 20-х вв.
  - Революция и Гражданская война 1917—1921 гг.
- Третий путь в Гражданской войне. Демократическая революция 1918 г. на Волге. — СПб.: Издательство им. Н. И. Новикова, 2015. — 530, [1] с., [4] л. ил., портр., факс., цв. карт — (Историко-революционный архив; вып. 4). — ISBN 978-5-87991-124-1
- 1917—1920. Огненные годы Русского Севера. — СПб.: Нестор-История, 2019. — 396, [1] с., [4] л. ил., портр. — ISBN 978-5-4469-1652-8
- Кронштадтское восстание. 1921. Семнадцать дней свободы. СПб.:Нестор-История, 2021. — 336 с., ил. ISBN 978-5-4469-1902-4

### Статьи
Автор многочисленных статей по истории России 19-20 вв.; по истории евреев в России и Франции.
- Гейфман Анна. Запутавшийся в терроре. Дело Азефа и Русская революция // Отечественные архивы. 2002. № 3.
- Чехословацкий корпус в 1918 г. // Вопросы истории. 2012. № 5, 6.
- От Севера до Волги. Архивировано 1 марта 2018 года. // Отечественные записки. 2013. № 4(55)
- Диссидент в большевистском руководстве // VI Рязановские чтения. Материалы международной конференции 28-30 октября 2020 года. С. 50-59.